# Christian Birch-Reichenwald
Christian Birch-Reichenwald, född 4 januari 1814 och död 8 juli 1891, var en norsk politiker, far till Peter Birch-Reichenwald.
Birch-Reichenwald blev byråchef i kyrkodepartementet 1839, expeditionssekreterare där 1841. 1847 blev han amtman i Smaalenene, 1855 i Akershus och var 1858-61 statsråd. 1869-89 var Birch-Reichenwald sorenskriver i Aker. Han invaldes i Stortinget 1848 och 1854 men nådde sitt verkliga inflytande först sedan kronprins Karl 1856 övertagit ledningen av den norska regeringen. 
Karl tog gärna råd av Birch-Reichenwald i norska angelägenheter och utnämnde honom 1858 till statsråd och chef för justitiedepartementet. Birch-Reichenwald blev trots att han inte formellt var chef för regeringen, dess ledande man. Birch-Reichenwald misstänktes vid sitt tillträde av många norrmän ha för avsikt att föra en reaktionär politik, men han visade sig vara mycket lyhörd för Stortingets åsikter. 
Han tillhörde det andra "amalgamistiska partiet" av norska ämbetsmän som stödde norsk-svenska unionen, men förde genom sin lyhördhet mot Stortinget blev hans inställning av mycket liten betydelse. Kungens veto mot Stortingets beslut att avskaffa ståthållarämbetet i Norge försvagade avsevärt hans ställning. 
Då frågan om en revision av unionen kort därefter blev aktuell, åstadkom detta 1861 oenighet mellan Birch-Reichenwald och den norske statsministern i Stockholm Georg Sibbern rörande några uttryck i en norsk svarsnot i frågan. Sibbern ingav sin avskedsansökan, varefter Karl XV begav sig till Kristiania för att lösa krisen. 
I ett statsråd 11 december visade det sig, att Brich-Reichenwald även i statsrådsavdelningen i Kristiania endast hade ett minoritet på sin sida, och han valde samma dag att avgå med sina meningsfränder. Efter sin avgång var Birch-Reichenwald 1862-64 och 1865-66 ledamot av stortinget, men hade ett mycket begränsat politiskt inflytande.